# Hundradagarsoffensiven
Hundradagarsoffensiven var samlingsnamnet på den allierade framryckningen genom Frankrike och Belgien mellan juli och november 1918 under första världskriget.

## Andra slaget vid Marne
Efter att den tyska Marne-Reimsoffensiven slutat den 16 juli 1918 inledde den allierade överbefälhavaren, marskalk Ferdinand Foch, en stor offensiv för att utplåna utbuktningen vid Marne. Till sitt förfogande hade han tre franska arméer och även fem nyanlända amerikanska divisioner samt 225 stridsvagnar. Det första anfallet den 18 juli bröt igenom den tyska linjen mellan Soissons och Château-Thierry och den 20 var Marne uppnådd. De gick över floden följande dag och intog Fère-en-Tardenois 27 juli. När offensiven avslutades den 4 augusti hade fransmännen avancerat mer än 50 kilometer, den längsta allierade framryckningen dittills under kriget.

## Slaget vid Amiens
Efter att de franska styrkorna besegrat tyskarna i Andra slaget vid Marne bedömde Foch att tiden var mogen för en större offensiv i norra Frankrike. Han övertalades av brittiska arméns befälhavare, fältmarskalk Sir Douglas Haig, att anfalla vid den viktiga järnvägsknuten Amiens i Picardie. Haigs förslag var välmotiverat, eftersom den tyska generalstaben med general Erich Ludendorff i spetsen förväntade sig en offensiv riktad mot St Mihiel-utbuktningen och mot floderna Lys och Somme och därför endast hade svagare styrkor i Amienssektorn.
Offensiven inleddes i skydd av dimma klockan 4.30 på morgonen den 8 augusti. Brittiska styrkor under general Rawlinson hade hand om den norra flanken, medan kanadensare och australiensare befann sig i mitten och franska styrkor i söder. Tyskarna togs helt på sängen och vid 11-tiden var kanadensarna redan fem kilometer från sin utgångsposition.
Vid slutet av dagen hade de allierade slagit en 24 kilometer bred bräsch i den tyska linjen vid Somme. Dessutom hade de tillfogat tyskarna förluster på över 30 000 man, mest fångar, medan de allierades förluster endast uppgick till en fjärdedel av tyskarnas. Framryckningen avstannade dock de följande dagarna, då tyskarna skickade förstärkningar.

## Andra slaget vid Somme
Mot Fochs önskan ville Haig följa upp Amiensslaget med ytterligare en offensiv, denna gång mellan Arras och Albert. Trots att den brittiska underhållslinjen var utsträckt och trupperna mer eller mindre utmattade slogs den tyska linjen i spillror och tyskarna tvingades tillbaka mot Bapaume. Albert intogs den 22 augusti och Bapaume föll en vecka senare. Ett överraskande anfall den 31 augusti tvingade tyskarna att uppge Mont St Quentin och Péronne och falla tillbaka mot Hindenburglinjen.

## Genom Hindenburglinjen
Haig anföll Hindenburglinjen med full styrka den 30 september och korsade den strategiskt viktiga Canal du Nord. Genom ett överraskningsanfall bröts Hindenburglinjen igenom vid Cambrai och tyskarna retirerade. Offensiven avstannade den 5 oktober.

## Förlusterna
Den tyska armén förlorade nästan 800 000 man under dessa slag och dess moral sjönk kraftigt. Ludendorff förstod till sist att man inte kunde segra och han rekommenderade att en begäran om vapenstillestånd skulle göras. Å andra sidan hade de allierades förluster varit ännu kraftigare, drygt en miljon man, varav hälften fransmän.